# Lijst van uitgaven van Excelsior Recordings
Onderstaande lijsten zijn een complete opsomming van alle cd-, dvd- en vinyluitgaven van Excelsior Recordings en haar sublabels.

## Nothing Sucks Like Electrolux
De eerste vijf vinylsingles, die in november 1995 zijn uitgekomen, hebben een afwijkend labelnummer. Dit komt doordat ze onder de naam Nothing sucks like Electrolux zijn uitgebracht. In 1996 is de naam van het label veranderd in Excelsior Recordings, om problemen met het Zweedse Electrolux te voorkomen.
| Labelnummer | Artiest            | Titel                 | Releasedatum    | Type drager  |
| ----------- | ------------------ | --------------------- | --------------- | ------------ |
| NSLE001     | Caesar             | Goodbye to Barruschna | 1 november 1995 | vinyl single |
| NSLE002     | 13                 | Married woman         | 1 november 1995 | vinyl single |
| NSLE003     | Visions of Johanna | Swing                 | 1 november 1995 | vinyl single |
| NSLE004     | Scram C Baby       | Milk                  | 1 november 1995 | vinyl single |
| NSLE005     | Slide              | One good reason       | 1 november 1995 | vinyl single |

## Reguliere uitgaven
Sinds 1996 gebruikt Excelsior Recordings de code EXCEL96 als labelnummer. De labelnummers zijn op de meeste uitgaven te vinden in de rechterbovenhoek van de album- of singlehoes.
| Labelnummer | Artiest                                            | Titel                                                            | Releasedatum      | Type drager                                     |
| ----------- | -------------------------------------------------- | ---------------------------------------------------------------- | ----------------- | ----------------------------------------------- |
| EXCEL96001  | Caesar                                             | Clean                                                            | 3 juni 1996       | cd album                                        |
| EXCEL96002  | Daryll-Ann                                         | Daryll-Ann Weeps                                                 | 3 juni 1996       | cd album                                        |
| EXCEL96003  | Daryll-Ann                                         | Tremble forte                                                    | 13 juni 1996      | cd-single                                       |
| EXCEL96004  | Daryll-Ann                                         | Daryll-Ann Weeps                                                 | 3 juni 1996       | vinyl album                                     |
| EXCEL96005  | Benjamin B                                         | Cherry blossom                                                   | 29 juli 1996      | ep                                              |
| EXCEL96006  | Daryll-Ann                                         | A proper line                                                    | 15 juli 1996      | cd-single                                       |
| EXCEL96007  | Caesar                                             | No reply                                                         | 15 juli 1996      | cd-single                                       |
| EXCEL96008  | verzamelalbum                                      | Excelsior United: Six bands, twelve songs, one label             | 30 juni 1996      | verzamelalbum                                   |
| EXCEL96009  | Scram C Baby                                       | Et maintenant…le rock                                            | 18 november 1996  | cd album                                        |
| EXCEL96010  | Johan                                              | Johan                                                            | 4 november 1996   | cd album                                        |
| EXCEL96011  | Johan                                              | Swing                                                            | 30 juni 1996      | promotiecd                                      |
| EXCEL96012  | Johan                                              | Swing                                                            | 25 november 1996  | cd-single                                       |
| EXCEL96013  | Caesar                                             | Firefly                                                          | 30 juni 1996      | vinyl single                                    |
| EXCEL96014  | Johan                                              | Everybody knows                                                  | 17 maart 1997     | cd-single                                       |
| EXCEL96015  | Simmer                                             | Mothertongue                                                     | 20 juni 1997      | cd album                                        |
| EXCEL96016  | Benjamin B                                         | The GAP EP                                                       | 27 juni 1997      | cd-single                                       |
| EXCEL96017  | Johan                                              | December                                                         | 23 juli 1997      | cd-single                                       |
| EXCEL96018  | Scram C Baby                                       | Swift rush                                                       | 22 augustus 1997  | vinyl single                                    |
| EXCEL96019  | Simmer                                             | Slumber away                                                     | 6 oktober 1997    | cd-single                                       |
| EXCEL96020  | Benjamin B                                         | The comfort of replay                                            | 3 november 1997   | cd album                                        |
| EXCEL96021  | verzamelalbum                                      | Excelsior United Volume II: Seven bands, seven songs             | 1 november 1997   | promotiecd                                      |
| EXCEL96022  | Caesar                                             | No rest for the alonely                                          | 2 maart 1998      | cd album                                        |
| EXCEL96023  | Benjamin B                                         | Forever careless                                                 | 12 januari 1998   | cd-single                                       |
| EXCEL96024  | Caesar                                             | I took it home                                                   | 9 februari 1998   | cd-single                                       |
| EXCEL96025  | Caesar                                             | Situations/complications                                         | 30 maart 1998     | cd-single                                       |
| EXCEL96026  | Speed78                                            | Skiffle                                                          | 22 juni 1998      | cd album                                        |
| EXCEL96027  | Caesar                                             | Before my head explodes                                          | 17 augustus 1998  | cd-single                                       |
| EXCEL96028  | Caesar                                             | Night of the living Caesar                                       | 17 augustus 1998  | bonus-cd                                        |
| EXCEL96029  | Benjamin B                                         | Instant art                                                      | 12 april 1999     | cd album                                        |
| EXCEL96030  | Benjamin B                                         | Halfway towards imperfect                                        | 12 april 1999     | bonus-cd                                        |
| EXCEL96032  | Scram C Baby                                       | The happy maker                                                  | 13 augustus 1999  | cd album                                        |
| EXCEL96033  | Daryll-Ann                                         | Happy traum                                                      | 13 augustus 1999  | cd album                                        |
| EXCEL96034  | Daryll-Ann                                         | Surely justice                                                   | 13 augustus 1999  | cd-single                                       |
| EXCEL96035  | Scram C Baby                                       | Under the stars                                                  | 22 november 1999  | cd-single                                       |
| EXCEL96036  | verzamelalbum                                      | In Excelsis Plato                                                | 6 oktober 1999    | promotiecd                                      |
| EXCEL96037  | Meindert Talma & the Negroes                       | Dammen met Ome Hajo                                              | 1 oktober 1999    | cd album                                        |
| EXCEL96038  | Bauer                                              | On the move                                                      | 1 november 1999   | cd album                                        |
| EXCEL96039  | Caesar                                             | Stellar Road e.p.                                                | 7 februari 2000   | ep                                              |
| EXCEL96040  | Caesar                                             | Leaving sparks                                                   | 6 maart 2000      | cd album                                        |
| EXCEL96041  | Caesar                                             | Right from wrong                                                 | 1 mei 2000        | ep                                              |
| EXCEL96042  | Daryll-Ann                                         | DA Live                                                          | 1 september 2000  | cd album                                        |
| EXCEL96043  | Johan                                              | Pergola                                                          | 23 april 2001     | cd album                                        |
| EXCEL96044  | Johan                                              | Pergola                                                          | 26 maart 2001     | cd-single                                       |
| EXCEL96045  | Johan                                              | Six track                                                        | 1 maart 2001      | promotiecd                                      |
| EXCEL96046  | Johan                                              | Pergola                                                          | 23 april 2001     | cd album                                        |
| EXCEL96047  | Johan                                              | Tumble and fall                                                  | 25 juni 2001      | cd-single                                       |
| EXCEL96048  | Johan                                              | Day is done                                                      | 5 november 2001   | cd-single                                       |
| EXCEL96049  | Meindert Talma & the Negroes                       | Leave stumper                                                    | 26 november 2001  | cd album                                        |
| EXCEL96050  | Daryll-Ann                                         | Trailer tales                                                    | 14 januari 2002   | cd album                                        |
| EXCEL96051  | Spinvis                                            | Spinvis                                                          | 1 april 2002      | cd album                                        |
| EXCEL96052  | Supersub                                           | Easy to run                                                      | 27 mei 2002       | cd-single                                       |
| EXCEL96053  | Supersub                                           | Mighty baby                                                      | 19 augustus 2002  | cd album                                        |
| EXCEL96054  | Spinvis                                            | Smalfilm                                                         | 15 april 2002     | cd-single                                       |
| EXCEL96055  | Spinvis                                            | Voor ik vergeet                                                  | 1 juli 2002       | cd-single                                       |
| EXCEL96056  | Supersub                                           | I wish (I could tell you)                                        | 21 oktober 2002   | cd-single                                       |
| EXCEL96057  | Spinvis                                            | Bagagedrager                                                     | 13 januari 2003   | cd-single                                       |
| EXCEL96058  | Caesar                                             | Caesar                                                           | 24 februari 2003  | cd album                                        |
| EXCEL96059  | Meindert Talma                                     | Kriebelvisje                                                     | 10 maart 2003     | cd album                                        |
| EXCEL96060  | Caesar                                             | No rest for the alonely (heruitgave)                             | 10 maart 2003     | cd album                                        |
| EXCEL96061  | The Herb Spectacles                                | The incredible world of the Herb Spectacles                      | 23 juni 2003      | cd album                                        |
| EXCEL96062  | Sergeant Petter                                    | It's a record                                                    | 18 augustus 2003  | cd album                                        |
| EXCEL96063  | Alamo Race Track                                   | Birds at home                                                    | 1 september 2003  | cd album                                        |
| EXCEL96064  | zZz                                                | Ecstasy                                                          | 1 oktober 2003    | vinyl single                                    |
| EXCEL96065  | Alamo Race Track                                   | Birds at home                                                    | 1 september 2003  | vinyl album                                     |
| EXCEL96066  | Scram C Baby                                       | Love is not enough                                               | 1 december 2003   | cd album                                        |
| EXCEL96067  | Spinvis                                            | Nieuwegein aan zee                                               | 1 december 2003   | cd album                                        |
| EXCEL96068  | Daryll-Ann                                         | Don't stop                                                       | 2 februari 2004   | vinyl album                                     |
| EXCEL96069  | Daryll-Ann                                         | Don't stop                                                       | 16 februari 2004  | cd album                                        |
| EXCEL96070  | Bauer                                              | Baueresque                                                       | 23 februari 2004  | vinyl album                                     |
| EXCEL96071  | Bauer                                              | Baueresque                                                       | 23 februari 2004  | cd album                                        |
| EXCEL96072  | Daryll-Ann                                         | 10.45                                                            | 1 april 2004      | vinyl single                                    |
| EXCEL96073  | Scram C Baby                                       | Bending/Neverending                                              | 23 mei 2004       | verzamelalbum                                   |
| EXCEL96074  | Under Byen                                         | Det er mig der holder trærne sammen                              | 16 juni 2004      | cd album                                        |
| EXCEL96075  | GEM                                                | Tell me what's new                                               | 24 mei 2004       | cd album                                        |
| EXCEL96076  | GEM                                                | Rise & fall                                                      | 1 december 2004   | vinyl single                                    |
| EXCEL96077  | Solo                                               | Songs 'n sounds                                                  | 16 augustus 2004  | cd album                                        |
| EXCEL96078  | Hallo Venray                                       | Vegetables & fruit                                               | 14 februari 2005  | cd album                                        |
| EXCEL96079  | LPG                                                | I fear no foe                                                    | 4 april 2005      | cd album                                        |
| EXCEL96080  | Sioen                                              | Ease your mind                                                   | 28 maart 2005     | cd album                                        |
| EXCEL96081  | Sergeant Petter                                    | Monkey tonk matters                                              | 11 april 2005     | cd album                                        |
| EXCEL96082  | zZz                                                | Sound of zZz                                                     | 23 mei 2005       | cd album                                        |
| EXCEL96083  | Meindert Talma & the Negroes                       | Meindert Talma & the Negroes                                     | 9 mei 2005        | cd album                                        |
| EXCEL96084  | Solo                                               | Right here                                                       | 4 april 2005      | cd-single                                       |
| EXCEL96085  | zZz                                                | Sound of zZz                                                     | 23 mei 2005       | vinyl album                                     |
| EXCEL96086  | Absynthe Minded                                    | New day                                                          | 17 mei 2005       | cd album                                        |
| EXCEL96087  | The Heights                                        | Beachyhead                                                       | 10 oktober 2005   | cd album                                        |
| EXCEL96088  | Fence                                              | The woolf                                                        | 10 oktober 2005   | cd album                                        |
| EXCEL96089  | GEM                                                | Good to know you                                                 | 19 september 2005 | cd-single                                       |
| EXCEL96090  | Spinvis                                            | Het voordeel van video                                           | 7 november 2005   | cd-single                                       |
| EXCEL96091  | Spinvis                                            | Dagen van gras, dagen van stro                                   | 28 november 2005  | cd album                                        |
| EXCEL96092  | Spinvis                                            | Dagen van gras, dagen van stro                                   | 28 november 2005  | vinyl album                                     |
| EXCEL96093  | Caesar                                             | Before my band explodes                                          | 16 januari 2006   | verzamelalbum                                   |
| EXCEL96094  | Solo                                               | Solopeople                                                       | 30 januari 2006   | cd album                                        |
| EXCEL96095  | Spinvis                                            | Ik wil alleen maar zwemmen                                       | 6 februari 2006   | cd-single                                       |
| EXCEL96096  | Spinvis                                            | Spinvis                                                          | 1 maart 2006      | vinyl album                                     |
| EXCEL96097  | GEM                                                | Go!                                                              | 13 februari 2006  | cd-single                                       |
| EXCEL96098  | GEM                                                | Escapades                                                        | 27 februari 2006  | cd album                                        |
| EXCEL96099  | Solo                                               | Come back to me                                                  | 13 februari 2006  | cd-single                                       |
| EXCEL96100  | Vinkenoog / Spinvis Combo                          | Ja!                                                              | 20 maart 2006     | cd album                                        |
| EXCEL96101  | verzamelalbum                                      | Strips in stereo                                                 | 11 maart 2006     | cd album                                        |
| EXCEL96102  | Lefties Soul Connection                            | Hutspot                                                          | 17 april 2006     | cd album                                        |
| EXCEL96103  | Johan                                              | THX JHN                                                          | 22 mei 2006       | vinyl album                                     |
| EXCEL96104  | Johan                                              | THX JHN                                                          | 22 mei 2006       | cd album                                        |
| EXCEL96105  | The Herb Spectacles                                | Bongolito's hideaway                                             | 6 juni 2006       | cd album                                        |
| EXCEL96106  | Johan                                              | Oceans                                                           | 22 mei 2006       | cd-single                                       |
| EXCEL96107  | verzamelalbum                                      | Everything after all                                             | 22 mei 2006       | verzamelalbum                                   |
| EXCEL96108  | Spinvis                                            | Flamingo EP                                                      | 21 augustus 2006  | ep                                              |
| EXCEL96109  | GEM                                                | The subterranean parade                                          | 21 augustus 2006  | promotiecd                                      |
| EXCEL96110  | Johan                                              | Walking away                                                     | 28 augustus 2006  | cd-single                                       |
| EXCEL96111  | Johan                                              | Walking away                                                     | 28 augustus 2006  | vinyl single                                    |
| EXCEL96112  | Johan                                              | Walking away                                                     | 28 augustus 2006  | dvd-single                                      |
| EXCEL96113  | El Pino and the Volunteers                         | Molten city                                                      | 4 september 2006  | cd album                                        |
| EXCEL96114  | El Pino and the Volunteers                         | Molten city                                                      | 4 september 2006  | vinyl album                                     |
| EXCEL96115  | Solo                                               | Opportunities                                                    | 11 september 2006 | cd-single                                       |
| EXCEL96116  | verzamelalbum                                      | Fine fine music                                                  | 25 september 2006 | verzamelalbum                                   |
| EXCEL96117  | Alamo Race Track                                   | Black Cat John Brown                                             | 23 oktober 2006   | cd album                                        |
| EXCEL96118  | Alamo Race Track                                   | Black Cat John Brown                                             | 23 oktober 2006   | vinyl album                                     |
| EXCEL96119  | Ghost Trucker                                      | The grand mystique                                               | 2 oktober 2006    | cd album                                        |
| EXCEL96120  | Under Byen                                         | Samme stof som stof                                              | 1 december 2006   | cd album                                        |
| EXCEL96121  | Johan                                              | She's got a way with men                                         | 20 november 2006  | cd-single                                       |
| EXCEL96122  | Bauer                                              | The Bauer melody of 2006                                         | 13 november 2006  | cd album                                        |
| EXCEL96123  | Green Hornet                                       | So much to give                                                  | 15 januari 2007   | cd album                                        |
| EXCEL96124  | Do-The-Undo                                        | Do-The-Undo                                                      | 22 januari 2007   | cd album                                        |
| EXCEL96125  | Meindert Talma & the Negroes                       | Nu geloof ik wat er in de Bijbel staat                           | 22 december 2006  | vinyl album                                     |
| EXCEL96126  | Green Hornet                                       | So much to give                                                  | 15 januari 2007   | vinyl album                                     |
| EXCEL96127  | Do-The-Undo                                        | Do-The-Undo                                                      | 22 januari 2007   | vinyl album                                     |
| EXCEL96128  | Moss                                               | The long way back                                                | 19 februari 2007  | cd album                                        |
| EXCEL96129  | Moss                                               | The long way back                                                | 19 februari 2007  | vinyl album                                     |
| EXCEL96130  | Fixkes                                             | Kvraagetaan                                                      | 12 februari 2007  | cd-single                                       |
| EXCEL96131  | Solo                                               | Selection                                                        | 10 april 2007     | cd album                                        |
| EXCEL96132  | Scram C Baby                                       | The thing that wears my ring                                     | 16 april 2007     | cd album                                        |
| EXCEL96133  | Lefties Soul Connection                            | Skimming the skum                                                | 29 mei 2007       | cd album                                        |
| EXCEL96134  | Spinvis                                            | Goochelaars & geesten (2 cd)                                     | 27 augustus 2007  | cd album                                        |
| EXCEL96135  | Fixkes                                             | Kvraagetaan                                                      | 22 mei 2007       | vinyl single                                    |
| EXCEL96136  | Spinvis                                            | Goochelaars & geesten                                            | 27 augustus 2007  | vinyl album                                     |
| EXCEL96137  | Meindert Talma & the Negroes                       | Nu geloof ik wat er in de Bijbel staat                           | 22 december 2006  | cd album                                        |
| EXCEL96138  | Merry Pierce                                       | The warm aquarium                                                | 17 september 2007 | cd album                                        |
| EXCEL96139  | Spinvis                                            | Goochelaars & geesten (1 cd)                                     | 27 augustus 2007  | cd album                                        |
| EXCEL96140  | The Madd                                           | Ongeneeslijk beat                                                | 29 oktober 2007   | vinyl album                                     |
| EXCEL96141  | The Madd                                           | Ongeneeslijk beat                                                | 29 oktober 2007   | cd album                                        |
| EXCEL96142  | Easy Aloha's                                       | Eddie Ekster maakt een lied                                      | 1 september 2007  | cd album                                        |
| EXCEL96143  | Blue Flamingo                                      | 78 r.p.m.                                                        | 14 april 2008     | cd album                                        |
| EXCEL96144  | Fixkes                                             | Fixkes                                                           | 1 oktober 2007    | cd album                                        |
| EXCEL96145  | Fixkes                                             | Fixkes                                                           | 1 oktober 2007    | vinyl album                                     |
| EXCEL96146  | Hospital Bombers                                   | Footnotes                                                        | 10 december 2007  | cd album                                        |
| EXCEL96147  | Spinvis                                            | Spinvis 2002-2007                                                | 1 december 2007   | box set                                         |
| EXCEL96148  | Chris Chameleon                                    | Ek vir jou                                                       | 7 november 2007   | cd album                                        |
| EXCEL96149  | verzamelalbum                                      | Fine fine music volume 2                                         | 7 november 2007   | verzamelalbum                                   |
| EXCEL96150  | Triggerfinger                                      | What grabs ya?                                                   | 25 februari 2008  | cd album                                        |
| EXCEL96151  | Alamo Race Track                                   | Black Cat John Brown (limited edition)                           | 1 december 2007   | cd album                                        |
| EXCEL96152  | GEM                                                | NEW                                                              | 21 april 2008     | cd album                                        |
| EXCEL96153  | LP3                                                | Kwilmetjegaan                                                    | 1 december 2007   | cd-single                                       |
| EXCEL96154  | Triggerfinger                                      | What grabs ya?                                                   | 25 februari 2008  | vinyl album                                     |
| EXCEL96155  | LPG                                                | With the earth above me                                          | 5 mei 2008        | cd album                                        |
| EXCEL96156  | Scram C Baby                                       | Eau de vie                                                       | 18 februari 2008  | cd album                                        |
| EXCEL96157  | The Kevin Costners                                 | Come on in                                                       | 2 juni 2008       | cd album                                        |
| EXCEL96158  | Vinkenoog / Spinvis                                | Ritmebox                                                         | 14 juli 2008      | cd album                                        |
| EXCEL96159  | The Madd                                           | Je suis parti                                                    | 16 juni 2008      | vinyl single                                    |
| EXCEL96160  | Triggerfinger                                      | Soon                                                             | 1 september 2008  | vinyl single                                    |
| EXCEL96161  | Hallo Venray                                       | Leather on my soul                                               | 22 september 2008 | cd album                                        |
| EXCEL96162  | Liam Finn                                          | I'll be lightning                                                | 24 oktober 2008   | cd album                                        |
| EXCEL96163  | zZz                                                | Running with the beast                                           | 14 november 2008  | cd album                                        |
| EXCEL96164  | Face Tomorrow                                      | In the dark                                                      | 17 oktober 2008   | cd album                                        |
| EXCEL96165  | Face Tomorrow                                      | In the dark                                                      | 17 oktober 2008   | vinyl album                                     |
| EXCEL96166  | zZz                                                | Running with the beast                                           | 14 november 2008  | vinyl album                                     |
| EXCEL96167  | GEM                                                | She said oh oh oh I said yeah yeah yeah                          | 29 oktober 2008   | vinyl single                                    |
| EXCEL96168  | Solo                                               | Before we part                                                   | 14 november 2008  | cd album                                        |
| EXCEL96169  | Joep Pelt en Lobi Traoré                           | I yougoba!                                                       | 26 januari 2009   | cd album                                        |
| EXCEL96170  | Chris Chameleon met Ricky Koole                    | Eerste oogopslag                                                 | 1 december 2008   | cd-single                                       |
| EXCEL96171  | Roosbeef                                           | Ze willen wel je hond aaien maar niet met je praten              | 15 december 2008  | cd album                                        |
| EXCEL96172  | De Staat                                           | Wait for evolution                                               | 9 januari 2009    | cd album                                        |
| EXCEL96173  | verzamelalbum                                      | Clap your hands and stamp your feet                              | 20 april 2009     | verzamelalbum                                   |
| EXCEL96174  | The Group                                          | Freeland                                                         | 1 december 2008   | cd album                                        |
| EXCEL96175  | Johan                                              | 12.5 years, 3 albums, 36 songs                                   | 2 februari 2009   | box set                                         |
| EXCEL96176  | Anne Soldaat                                       | In another life                                                  | 20 april 2009     | cd album                                        |
| EXCEL96177  | Marching Band                                      | Spark large                                                      | 30 maart 2009     | cd album                                        |
| EXCEL96178  | De Staat                                           | Wait for evolution                                               | 2 maart 2009      | vinyl album                                     |
| EXCEL96179  | Jason Falkner                                      | Bedtime with the Beatles - part 2                                | 19 maart 2009     | cd album                                        |
| EXCEL96180  | Johan                                              | 4                                                                | 4 mei 2009        | cd album                                        |
| EXCEL96181  | Johan                                              | 4                                                                | 4 mei 2009        | vinyl album                                     |
| EXCEL96182  | Meindert Talma                                     | Tamango                                                          | 27 april 2009     | cd album                                        |
| EXCEL96183  | Triggerfinger                                      | Triggerfinger                                                    | 12 maart 2009     | cd album                                        |
| EXCEL96184  | Hjaltalin                                          | Sleepdrunk sessions                                              | 6 april 2009      | cd album                                        |
| EXCEL96185  | Anne Soldaat                                       | In another life                                                  | 20 april 2009     | vinyl album                                     |
| EXCEL96186  | De Staat                                           | Wait for evolution                                               | 7 juli 2009       | vinyl single                                    |
| EXCEL96187  | Kartasan                                           | Another profile                                                  | 21 november 2009  | cd album                                        |
| EXCEL96188  | Triggerfinger                                      | Triggerfinger                                                    | 18 juni 2009      | vinyl album                                     |
| EXCEL96189  | Triggerfinger                                      | What grabs ya? (festival edition)                                | 11 juni 2009      | cd album                                        |
| EXCEL96190  | GEM                                                | GEM United                                                       | 25 juni 2009      | box set                                         |
| EXCEL96191  | The Madd                                           | Are pretty quick                                                 | 21 september 2009 | cd album                                        |
| EXCEL96192  | The Madd                                           | Are pretty quick                                                 | 21 september 2009 | vinyl album                                     |
| EXCEL96193  | The Madd                                           | Ce Soir Je Vais Boire                                            | 2009              | vinyl single                                    |
| EXCEL96194  | Spinvis                                            | Bericht van de binnenkant                                        | 2009              | cd single                                       |
| EXCEL96195  | Moss                                               | Never be scared/Don't be a hero                                  | 28 september 2009 | cd album                                        |
| EXCEL96196  | Daily Bread                                        | Well, you're not invited                                         | 5 oktober 2009    | cd album                                        |
| EXCEL96197  | Moss                                               | Never be scared/Don't be a hero                                  | 28 september 2009 | vinyl album                                     |
| EXCEL96198  | awkward i                                          | i really should whisper                                          | 5 oktober 2009    | cd album                                        |
| EXCEL96199  | awkward i                                          | i really should whisper                                          | 5 oktober 2009    | vinyl album                                     |
| EXCEL96200  | El Pino and the Volunteers                         | The long-lost art of becoming invisible                          | 16 november 2009  | cd album                                        |
| EXCEL96201  | El Pino and the Volunteers                         | The long-lost art of becoming invisible                          | 16 november 2009  | vinyl album                                     |
| EXCEL96202  | Blue Flamingo                                      | Congo jazz                                                       | 25 februari 2010  | cd album                                        |
| EXCEL96203  | Klein                                              | A devil's bargain                                                | 26 oktober 2009   | cd album                                        |
| EXCEL96204  | Torre Florim & Roos Rebergen                       | De speeldoos (deluxe editie)                                     | 10 december 2009  | cd album in houten speeldoosje                  |
| EXCEL96205  | De Staat                                           | Wait for evolution en Live @ Lowlands 2009                       | 19 november 2009  | cd album met dvd                                |
| EXCEL96206  | De Staat                                           | Live @ Lowlands 2009                                             | 19 november 2009  | dvd                                             |
| EXCEL96207  | Beans & Fatback                                    | Finger licking good!!                                            | 17 april 2010     | cd album met boek                               |
| EXCEL96208  | Torre Florim & Roos Rebergen                       | De speeldoos                                                     | 10 december 2009  | cd album                                        |
| EXCEL96209  | The Heights                                        | DreamMaps                                                        | 15 februari 2010  | cd album                                        |
| EXCEL96210  | Johan                                              | Pergola                                                          | 24 december 2009  | vinyl album                                     |
| EXCEL96211  | Tim Knol                                           | Tim Knol                                                         | 25 januari 2010   | vinyl album                                     |
| EXCEL96212  | Tim Knol                                           | Tim Knol                                                         | 25 januari 2010   | cd album                                        |
| EXCEL96213  | The New Earth Group                                | Eurafricarabia                                                   | 26 februari 2010  | vinyl album                                     |
| EXCEL96214  | The New Earth Group                                | Eurafricarabia                                                   | 26 februari 2010  | cd album                                        |
| EXCEL96215  | Eckhardt                                           | Big blue yonder                                                  | 12 april 2010     | cd album                                        |
| EXCEL96216  | Fixkes                                             | Superheld                                                        | 5 maart 2010      | cd album                                        |
| EXCEL96217  | Joep Pelt                                          | I'm off                                                          | 19 april 2010     | cd album                                        |
| EXCEL96218  | verzamelalbum                                      | Four track EP                                                    | 19 april 2010     | vinyl ep                                        |
| EXCEL96219  | Triggerfinger                                      | What grabs ya? (internationale uitgave)                          | 1 april 2010      | cd album                                        |
| EXCEL96220  | Triggerfinger                                      | What grabs ya? (internationale uitgave)                          | 1 april 2010      | vinyl album                                     |
| EXCEL96221  | Lars and the Hands of Light                        | The looking glass                                                | 29 maart 2010     | cd album                                        |
| EXCEL96222  | Blue Flamingo                                      | Congo jazz                                                       | 25 februari 2010  | vinyl dubbelalbum                               |
| EXCEL96223  | Tommigun                                           | Come watch me disappear                                          | 17 mei 2010       | cd album                                        |
| EXCEL96224  | Lella Fathia                                       | Anybody                                                          | 15 mei 2010       | cd album                                        |
| EXCEL96225  | Lola Kite                                          | Different story                                                  | 28 juni 2010      | vinyl single                                    |
| EXCEL96226  | The Sore Losers                                    | Beyond repair                                                    | 21 juni 2010      | cd-single                                       |
| EXCEL96227  | The Upsessions                                     | Beat you reggae                                                  | 28 juni 2010      | vinyl dubbelalbum                               |
| EXCEL96228  | The Upsessions                                     | Beat you reggae                                                  | 28 juni 2010      | cd album                                        |
| EXCEL96229  | Beans & Fatback                                    | Finger licking good!!                                            | 17 april 2010     | cd album                                        |
| EXCEL96230  | Goslink                                            | Stilleven                                                        | 16 augustus 2010  | cd album                                        |
| EXCEL96231  | Easy Aloha's                                       | Eddie Ekster maakt een lied (heruitgave)                         | 1 oktober 2010    | cd album                                        |
| EXCEL96232  | Tim Knol                                           | Tim Knol (internationale release)                                | 24 mei 2010       | cd album                                        |
| EXCEL96233  | Scram C Baby                                       | Slow mirror, wicked chair                                        | 30 augustus 2010  | cd album                                        |
| EXCEL96234  | The Wild Things                                    | Thinking about you                                               | 21 juli 2010      | cd-single                                       |
| EXCEL96235  | 13                                                 | (11)                                                             | 27 september 2010 | cd album                                        |
| EXCEL96236  | Solo                                               | This is Solo                                                     | 7 januari 2010    | cd album                                        |
| EXCEL96237  | El Pino and the Volunteers                         | Isle of you                                                      | 9 september 2010  | ep                                              |
| EXCEL96238  | Lea                                                | Can I come by?                                                   | 20 september 2010 | cd album                                        |
| EXCEL96239  | Dorleac                                            | Tommy and the Whale                                              | 27 augustus 2010  | cd single                                       |
| EXCEL96240  | Alex Roeka                                         | Zachtaardig vergooid                                             | 4 oktober 2010    | cd album                                        |
| EXCEL96241  | Tim Knol                                           | 'Sam'                                                            | 23 augustus 2010  | vinyl                                           |
| EXCEL96242  | The Sore Losers                                    | The Sore Losers                                                  | 4 oktober 2010    | vinyl album                                     |
| EXCEL96243  | The Sore Losers                                    | The Sore Losers                                                  | 4 oktober 2010    | cd album                                        |
| EXCEL96244  | Dorléac (Spinvis en Geike Arnaert)                 | Dorléac                                                          | 20 september 2010 | cd album                                        |
| EXCEL96245  | Lea                                                | Can I come by?                                                   | 20 september 2010 | vinyl album en cd album                         |
| EXCEL96246  | Styrofoam                                          | Disco synthesizers & daily tranquilizers                         | 18 oktober 2010   | cd album                                        |
| EXCEL96247  | Triggerfinger                                      | All this dancin' around                                          | 15 november 2010  | vinyl album                                     |
| EXCEL96248  | Triggerfinger                                      | All this dancin' around                                          | 15 november 2010  | cd album                                        |
| EXCEL96249  | Tim Knol                                           | Music in my room met Tim Knol                                    | 29 november 2010  | cd album                                        |
| EXCEL96250  | Lola Kite                                          | Lights                                                           | 17 januari 2011   | vinyl album                                     |
| EXCEL96251  | Lola Kite                                          | Lights                                                           | 17 januari 2011   | cd album                                        |
| EXCEL96252  | Job Roggeveen                                      | Happy Camper                                                     | 7 februari 2011   | vinyl album                                     |
| EXCEL96253  | Beans & Fatback                                    | Beans & Fatback live                                             | 28 februari 2011  | cd album                                        |
| EXCEL96254  | verzamelalbum samengesteld door Edwin van 't Schip | Televisietijd!                                                   | 22 februari 2011  | cd album                                        |
| EXCEL96255  | Tom Pintens                                        | De oogst                                                         | 7 maart 2011      | cd album                                        |
| EXCEL96256  | Alamo Race Track                                   | Unicorn loves deer                                               | 21 maart 2011     | vinyl album                                     |
| EXCEL96257  | Alamo Race Track                                   | Unicorn loves deer                                               | 21 maart 2011     | cd album                                        |
| EXCEL96258  | Bastian                                            | There's no such place                                            | 28 maart 2011     | cd album                                        |
| EXCEL96259  | Antwerp Gipsy Ska Orkestra                         | I lumia mo kher (the world is my house)                          | 11 april 2011     | cd album                                        |
| EXCEL96260  | Antwerp Gipsy Ska Orkestra                         | I lumia mo kher (the world is my house)                          | 11 april 2011     | vinyl album                                     |
| EXCEL96261  | Saartje Van Camp                                   | Walla kristalla, liedjes van overal                              | 26 september 2011 | cd album                                        |
| EXCEL96262  | Blues Brother Castro                               | Out on the beach                                                 | 4 april 2011      | cd album                                        |
| EXCEL96263  | Tim Knol                                           | Gonna get there                                                  | 16 april 2011     | vinyl single                                    |
| EXCEL96264  | The Kik                                            | My eyes are still dry                                            | 9 mei 2010        | vinyl single                                    |
| EXCEL96265  | Tim Knol                                           | Days                                                             | 23 mei 2011       | vinyl album met cd                              |
| EXCEL96266  | Tim Knol                                           | Days                                                             | 23 mei 2011       | cd album met fotoboekje                         |
| EXCEL96267  | Tim Knol                                           | Days                                                             | 23 mei 2011       | cd album (standaard uitgave)                    |
| EXCEL96268  | Meindert Talma en Tryntsje Nauta                   | De zee roept                                                     | 6 juni 2011       | boek met cd album                               |
| EXCEL96269  | The Upsessions                                     | Below the Belt                                                   | 29 augustus 2011  | cd album                                        |
| EXCEL96270  | The Upsessions                                     | Below the Belt                                                   | 29 augustus 2011  | vinyl album                                     |
| EXCEL96271  | GEM                                                | Hunters Go Hungry                                                | 5 september 2011  | vinyl album met cd                              |
| EXCEL96272  | GEM                                                | Hunters Go Hungry                                                | 5 september 2011  | cd album                                        |
| EXCEL96273  | Roosbeef                                           | Omdat ik dat wil                                                 | 5 september 2011  | cd album                                        |
| EXCEL96274  | JW Roy & de Band van Ons                           | Soms is het beter                                                | 18 augustus 2011  | cd single                                       |
| EXCEL96275  | High the Moon                                      | Into Outside                                                     | 29 augustus 2011  | cd album                                        |
| EXCEL96276  | awkward i                                          | Everything On Wheels                                             | 17 oktober 2011   | vinyl album met cd                              |
| EXCEL96277  | awkward i                                          | Everything On Wheels                                             | 17 oktober 2011   | cd album                                        |
| EXCEL96278  | Spinvis                                            | Tot ziens, Justine Keller                                        | 7 november 2011   | vinyl album met cd                              |
| EXCEL96279  | Spinvis                                            | Tot ziens, Justine Keller                                        | 7 november 2011   | cd album                                        |
| EXCEL96280  | Spinvis                                            | Tot ziens, Justine Keller                                        | 7 november 2011   | striproman met cd album                         |
| EXCEL96281  | The Experimental Tropic Blues Band                 | Liquid love                                                      | 9 november 2011   | vinyl album met cd                              |
| EXCEL96282  | The Experimental Tropic Blues Band                 | Liquid love                                                      | 9 november 2011   | cd album                                        |
| EXCEL96283  | The Kik                                            | A Christmas Song For You                                         | 12 december 2011  | vinyl single                                    |
| EXCEL96284  | Moss                                               | Ornaments                                                        | 30 januari 2012   | cd album                                        |
| EXCEL96285  | Moss                                               | Ornaments                                                        | 30 januari 2012   | vinyl album met cd                              |
| EXCEL96286  | Hospital Bombers                                   | At Budokan                                                       | 16 januari 2012   | cd album                                        |
| EXCEL96287  | Hospital Bombers                                   | At Budokan                                                       | 16 januari 2012   | vinyl album met cd                              |
| EXCEL96288  | Lola Kite                                          | I start to believe you                                           | 5 maart 2012      | vinyl album met cd                              |
| EXCEL96289  | Lola Kite                                          | I start to believe you                                           | 5 maart 2012      | cd album                                        |
| EXCEL96291  | LPG                                                | The village                                                      | 12 maart 2012     | cd album                                        |
| EXCEL96292  | Tim Knol                                           | Letting go                                                       | 24 januari 2012   | vinylsingle                                     |
| EXCEL96293  | Tim Knol                                           | Letting go                                                       | 24 januari 2012   | cd-single                                       |
| EXCEL96294  | verzamelalbum                                      | Radio Relyveld presents: Music for divas, heroes and piano-lions | 29 maart 2012     | cd album                                        |
| EXCEL96295  | Spinvis                                            | Kom terug (nieuw opgenomen versie)                               | 1 februari 2011   | vinyl single                                    |
| EXCEL96296  | Half Way Station                                   | Moonshine                                                        | 27 februari 2012  | vinyl album met cd                              |
| EXCEL96297  | Half Way Station                                   | Moonshine                                                        | 27 februari 2012  | cd album                                        |
| EXCEL96298  | Wieb Zigtema                                       | Willows Weep                                                     | 26 maart 2012     | cd album                                        |
| EXCEL96299  | GEM                                                | Tension Tonight/GemFM                                            | 19 april 2012     | ep                                              |
| EXCEL96300  | verzamelalbum                                      | Nothing sucks like Electrux                                      | 5 maart 2012      | verzamelalbum                                   |
| EXCEL96301  | The Kik                                            | Springlevend                                                     | 8 juni 2012       | vinyl album met cd                              |
| EXCEL96302  | The Kik                                            | Springlevend                                                     | 28 mei 2012       | cd album                                        |
| EXCEL96303  | Triggerfinger                                      | Faders Up 2 (Live in Amsterdam + The Road Sessions)              | 28 mei 2012       | vinyl album met cd                              |
| EXCEL96304  | Triggerfinger                                      | Faders Up 2 (Live in Amsterdam + The Road Sessions)              | 16 mei 2012       | cd album                                        |
| EXCEL96305  | Blue Flamingo                                      | A Search For Cms                                                 | 4 juni 2012       | vinyl album                                     |
| EXCEL96306  | Blue Flamingo                                      | A Search For Cms                                                 | 4 juni 2012       | cd album                                        |
| EXCEL96307  | Meindert Talma & de Rode Kaarten                   | Eenmaal Oranje                                                   | 11 juni 2012      | cd album                                        |
| EXCEL96308  | verzamelalbum                                      | De Sint Willebrord Sessies Vol 1: Sporthuis Hubert               | 21 juni 2012      | cd album                                        |
| EXCEL96309  | Anne Soldaat                                       | Anne Soldaat                                                     | 27 augustus 2012  | vinyl album met cd                              |
| EXCEL96310  | Anne Soldaat                                       | Anne Soldaat                                                     | 27 augustus 2012  | cd album                                        |
| EXCEL96311  | Alex Roeka                                         | Gegroefd                                                         | 14 september 2012 | cd album                                        |
| EXCEL96312  | verzamelalbum                                      | ANNO 2012                                                        | 1 augustus 2012   | cd album                                        |
| EXCEL96313  | Tommigun                                           | Pretenders                                                       | 13 september 2012 | cd album                                        |
| EXCEL96314  | Royal Parks                                        | Royal Parks                                                      | 8 november 2012   | cd album                                        |
| EXCEL96315  | The Kik                                            | Springlevend                                                     | 23 augustus 2012  | vinyl single, oplage van 300                    |
| EXCEL96316  | Daily Bread                                        | Iterum                                                           | 11 oktober 2012   | cd album                                        |
| EXCEL96317  | Roosbeef                                           | Warüm                                                            | 20 september 2012 | 10" EP                                          |
| EXCEL96318  | Roosbeef                                           | Warüm                                                            | 20 september 2012 | EP                                              |
| EXCEL96319  | Daily Bread                                        | Iterum                                                           | 11 oktober 2012   | vinyl dubbelalbum                               |
| EXCEL96320  | The Kik                                            | Een kerstliedje voor jou                                         | 29 oktober 2012   | vinyl single                                    |
| EXCEL96321  | traumahelikopter                                   | Kids (single)                                                    | 6 december 2012   | vinyl single                                    |
| EXCEL96322  | Jacco Gardner                                      | Cabinet of curiosities                                           | 7 februari 2013   | vinyl dubbelalbum                               |
| EXCEL96323  | Jacco Gardner                                      | Cabinet of curiosities                                           | 7 februari 2013   | cd album                                        |
| EXCEL96324  | Triggerfinger                                      | Faders up 2 - live in Amsterdam                                  | 1 mei 2013        | cd album                                        |
| EXCEL96325  | Blue Flamingo                                      | 78 RPM                                                           | 3 januari 2013    | vinyl dubbelalbum                               |
| EXCEL96326  | Moss                                               | We never part                                                    | 24 december 2013  | vinyl single                                    |
| EXCEL96327  | Bombay Show Pig met Jacco Gardner                  | Get lost in the shuffle                                          | 3 december 2012   | vinyl single, oplage van 200                    |
| EXCEL96328  | traumahelikopter                                   | traumahelikopter                                                 | 10 januari 2013   | vinyl album                                     |
| EXCEL96329  | traumahelikopter                                   | traumahelikopter                                                 | 10 januari 2013   | cd album                                        |
| EXCEL96330  | Maison Du Malheur                                  | Jailbird                                                         | 14 maart 2013     | vinyl single                                    |
| EXCEL96331  | Diverse artiesten                                  | De supersonische boem!                                           | 21 februari 2013  | cd album                                        |
| EXCEL96332  | Torre Florim & Roos Rebergen                       | De tweede speeldoos                                              | 28 maart 2013     | cd album                                        |
| EXCEL96333  | Maison Du Malheur                                  | Wicked                                                           | 21 maart 2013     | vinyl dubbelalbum                               |
| EXCEL96334  | Maison Du Malheur                                  | Wicked                                                           | 21 maart 2013     | cd album                                        |
| EXCEL96335  | Beans & Fatback                                    | With a skin attached                                             | 28 maart 2013     | vinyl dubbelalbum                               |
| EXCEL96336  | Beans & Fatback                                    | With a skin attached                                             | 28 maart 2013     | cd album                                        |
| EXCEL96337  | Tangarine                                          | Seek & sigh                                                      | 11 april 2013     | vinyl album, gelimiteerde oplage op blauw vinyl |
| EXCEL96338  | Tangarine                                          | Seek & sigh                                                      | 11 april 2013     | cd album in luxe boekje                         |
| EXCEL96339  | Tangarine                                          | Seek & sigh                                                      | 11 april 2013     | cd album                                        |
| EXCEL96340  | Tangarine                                          | Seek & sigh                                                      | 11 april 2013     | cd album in kartonnen hoesje                    |
| EXCEL96341  | Earth Mk. II                                       | Forever yesterday                                                | 4 juli 2013       | vinyl single                                    |
| EXCEL96342  | Boss Capone                                        | Another 15 dance floor crashers by Boss Capone                   | 20 juni 2013      | cd album                                        |
| EXCEL96343  | Earth Mk. II                                       | Music for mammals                                                | 26 augustus 2013  | vinyl dubbelalbum                               |
| EXCEL96344  | Earth Mk. II                                       | Music for mammals                                                | 26 augustus 2013  | cd album                                        |
| EXCEL96345  | Blue Grass Boogiemen                               | Delivering the grass                                             | 10 oktober 2013   | vinyl dubbelalbum                               |
| EXCEL96346  | Blue Grass Boogiemen                               | Delivering the grass                                             | 10 oktober 2013   | cd album                                        |
| EXCEL96347  | Bent Van Looy                                      | Round the bend                                                   | 12 september 2013 | cd album                                        |
| EXCEL96348  | Meindert Talma                                     | Kelderkoorts                                                     | 3 oktober 2013    | cd album met boek                               |
| EXCEL96349  | Danny Vera                                         | Distant rumble                                                   | 31 oktober 2013   | vinyl dubbelalbum                               |
| EXCEL96350  | Danny Vera                                         | Distant rumble                                                   | 31 oktober 2013   | cd album                                        |
| EXCEL96351  | DAAU                                               | Eight definitions                                                | 10 oktober 2013   | vinyl dubbelalbum                               |
| EXCEL96352  | DAAU                                               | Eight definitions                                                | 10 oktober 2013   | cd album                                        |
| EXCEL96353  | Jacco Gardner                                      | The end of August                                                | 19 september 2013 | vinyl single                                    |
| EXCEL96354  | ZzZ                                                | Sugar Sexy                                                       | 2013              | vinyl single                                    |
| EXCEL96355  | Happy Camper                                       | Soundtrack of Mute                                               | 18 oktober 2013   | cd album                                        |
| EXCEL96356  | Tim Knol                                           | Soldier on                                                       | 14 november 2013  | vinyl dubbelalbum                               |
| EXCEL96357  | Tim Knol                                           | Soldier on                                                       | 14 november 2013  | cd album                                        |
| EXCEL96358  | The Sore Losers                                    | Roslyn                                                           | 14 februari 2014  | vinyl album                                     |
| EXCEL96359  | The Sore Losers                                    | Roslyn                                                           | 14 februari 2014  | cd album                                        |
| EXCEL96360  | Torre Florim & Roos Rebergen                       | De speeldoos en De tweede speeldoos                              | 21 november 2013  | cd album                                        |
| EXCEL96361  | The Sore Losers                                    | Girl's gonna break it                                            | 14 november 2013  | vinyl single                                    |
| EXCEL96362  | Clean Pete                                         | Al zeg ik het zelf                                               | 20 januari 2014   | vinyl dubbelalbum                               |
| EXCEL96363  | Clean Pete                                         | Al zeg ik het zelf                                               | 20 januari 2014   | cd album                                        |
| EXCEL96364  | traumahelikopter                                   | I don't understand them at all                                   | 7 maart 2014      | vinyl album                                     |
| EXCEL96365  | traumahelikopter                                   | I don't understand them at all                                   | 7 maart 2014      | cd album                                        |
| EXCEL96366  | Happy Camper                                       | The daily drumbeat                                               | 21 maart 2014     | vinyl album                                     |
| EXCEL96367  | Happy Camper                                       | The daily drumbeat                                               | 21 maart 2014     | cd album                                        |
| EXCEL96368  | Moss                                               | We both know the rest is noise                                   | 21 februari 2014  | vinyl dubbelalbum                               |
| EXCEL96369  | Moss                                               | We both know the rest is noise                                   | 21 februari 2014  | cd album                                        |
| EXCEL96370  | Hallo Venray                                       | The show                                                         | 14 maart 2014     | vinyl dubbelalbum                               |
| EXCEL96371  | Hallo Venray                                       | The show                                                         | 14 maart 2014     | cd album                                        |
| EXCEL96372  | The Kik                                            | 2                                                                | 24 april 2014     | vinyl album                                     |
| EXCEL96373  | The Kik                                            | 2                                                                | 24 april 2014     | cd album                                        |
| EXCEL96374  | Triggerfinger                                      | By absence of sun                                                | 17 april 2014     | vinyl dubbelalbum                               |
| EXCEL96375  | Triggerfinger                                      | By absence of sun                                                | 17 april 2014     | cd album                                        |
| EXCEL96376  | Triggerfinger                                      | Perfect match                                                    | 27 maart 2014     | vinyl single                                    |
| EXCEL96377  | Earth Mk. II                                       | Ocean tears                                                      | 3 juli 2014       | muziekcassette                                  |
| EXCEL96378  | Chasing Rainbows                                   | With Henk Jonkers                                                | 27 oktober 2014   | vinyl album                                     |
| EXCEL96379  | Henk Jonkers                                       | Chasing Rainbows                                                 | 10 oktober 2014   | cd album                                        |
| EXCEL96380  | The Kevin Costners                                 | Picking up the parts                                             | 26 juni 2014      | vinyl album                                     |
| EXCEL96381  | The Kevin Costners                                 | Picking up the parts                                             | 26 juni 2014      | cd album                                        |
| EXCEL96382  | The Upsessions                                     | Shake it!                                                        | 28 mei 2014       | cd album                                        |
| EXCEL96383  | verzamelalbum                                      | Beginners, losers & winners                                      | 7 augustus 2014   | vinyl album                                     |
| EXCEL96384  | Band of Beginners                                  | September sunburn                                                | 4 september 2014  | vinyl album                                     |
| EXCEL96385  | Band of Beginners                                  | September sunburn                                                | 4 september 2014  | cd album                                        |
| EXCEL96386  | Tangarine                                          | Move on                                                          | 21 augustus 2014  | vinyl album                                     |
| EXCEL96387  | Tangarine                                          | Move on                                                          | 21 augustus 2014  | cd album                                        |
| EXCEL96388  | verzamelalbum                                      | Beginners, losers & winners                                      | 7 augustus 2014   | cd album                                        |
| EXCEL96389  | Fixkes                                             | Weeral halfacht                                                  | 11 september 2014 | vinyl album                                     |
| EXCEL96390  | Fixkes                                             | Weeral halfacht                                                  | 11 september 2014 | cd album                                        |
| EXCEL96391  | The Kik                                            | Cupido                                                           | 1 augustus 2014   | vinyl single                                    |
| EXCEL96392  | Smutfish                                           | Trouble                                                          | 5 februari 2015   | vinyl album                                     |
| EXCEL96393  | Smutfish                                           | Trouble                                                          | 3 februari 2015   | cd album                                        |
| EXCEL96394  | Paulusma                                           | Pulling weeds                                                    | 14 november 2014  | vinyl album                                     |
| EXCEL96395  | Paulusma                                           | Pulling weeds                                                    | 14 november 2014  | cd album                                        |
| EXCEL96396  | Danny Vera                                         | The new black and white                                          | 9 oktober 2014    | cd ep                                           |
| EXCEL96397  | Happy Camper featuring Pien Feith                  | A single life                                                    | 6 november 2014   | vinyl single                                    |
| EXCEL96398  | Michelle David, Onno Smit en Paul Willemsen        | The gospel sessions, vol. 1                                      | 3 april 2015      | vinyl album                                     |
| EXCEL96399  | Afterpartees                                       | Glitter lizard                                                   | 16 januari 2015   | vinyl album                                     |
| EXCEL96400  | Afterpartees                                       | Glitter lizard                                                   | 16 januari 2015   | cd album                                        |
| EXCEL96401  | Douglas Firs                                       | The long answer is no                                            | 23 januari 2015   | vinyl album                                     |
| EXCEL96402  | Douglas Firs                                       | The long answer is no                                            | 23 januari 2015   | cd album                                        |
| EXCEL96403  | Danny Vera                                         | The new black and white                                          | 9 oktober 2014    | 10" ep                                          |
| EXCEL96404  | Swinder                                            | Swinder                                                          | 5 maart 2015      | vinyl album                                     |
| EXCEL96405  | Swinder                                            | Swinder                                                          | 5 maart 2015      | cd album                                        |
| EXCEL96406  | Anne Soldaat                                       | Talks little, kills many                                         | 16 april 2015     | vinyl album                                     |
| EXCEL96407  | Anne Soldaat                                       | Talks little, kills many                                         | 16 april 2015     | cd album                                        |
| EXCEL96408  | The Miseries                                       | Skinflint                                                        | 15 januari 2015   | vinyl single                                    |
| EXCEL96409  | Alamo Race Track                                   | Hawks                                                            | 19 maart 2015     | vinyl album                                     |
| EXCEL96410  | Alamo Race Track                                   | Hawks                                                            | 19 maart 2015     | cd album                                        |
| EXCEL96411  | Green Hornet                                       | Never enough                                                     | 16 oktober 2015   | vinyl album                                     |
| EXCEL96412  | Jacco Gardner                                      | Hypnophobia                                                      | 5 mei 2015        | vinyl album                                     |
| EXCEL96413  | Jacco Gardner                                      | Hypnophobia                                                      | 5 mei 2015        | cd album                                        |
| EXCEL96414  | zZz                                                | Juggernaut                                                       | 12 maart 2015     | vinyl album                                     |
| EXCEL96415  | zZz                                                | Juggernaut                                                       | 12 maart 2015     | cd album                                        |
| EXCEL96416  | The Miseries                                       | Miseries                                                         | 2 april 2015      | vinyl album                                     |
| EXCEL96417  | The Miseries                                       | Miseries                                                         | 2 april 2015      | cd album                                        |
| EXCEL96418  | The Mysterons                                      | The Mysterons                                                    | 2 april 2015      | 12" ep                                          |
| EXCEL96419  | Jacco Gardner                                      | Find yourself                                                    | 26 maart 2015     | vinyl single                                    |
| EXCEL96420  | T-99                                               | The various sounds of T-99                                       | 13 april 2015     | vinyl album                                     |
| EXCEL96421  | El Pino and the Volunteers                         | El Pino and the Volunteers                                       | 11 februari 2016  | vinyl album                                     |
| EXCEL96422  | El Pino and the Volunteers                         | El Pino and the Volunteers                                       | 11 februari 2016  | cd album                                        |
| EXCEL96423  | T-99                                               | The various sounds of T-99                                       | 13 april 2015     | cd album                                        |
| EXCEL96424  | Electric Tears                                     | Dazzling highs to crushing lows                                  | 18 juni 2015      | vinyl album                                     |
| EXCEL96425  | Electric Tears                                     | Dazzling highs to crushing lows                                  | 18 juni 2015      | cd album                                        |
| EXCEL96426  | Yorick van Norden                                  | Happy hunting ground                                             | 2 oktober 2015    | vinyl album                                     |
| EXCEL96427  | Yorick van Norden                                  | Happy hunting ground                                             | 2 oktober 2015    | cd album                                        |
| EXCEL96428  | Michelle David, Onno Smit en Paul Willemsen        | The gospel sessions, vol. 1                                      | 3 april 2015      | cd album                                        |
| EXCEL96429  | Meindert Talma en The Melisma Saxophone Quartet    | Werkman                                                          | 29 mei 2015       | cd album                                        |
| EXCEL96430  | Karawane                                           | Karawane                                                         | 5 november 2015   | vinyl album                                     |
| EXCEL96431  | Karawane                                           | Karawane                                                         | 5 november 2015   | cd album                                        |
| EXCEL96432  | Hallo Venray                                       | Vegetables & fruit                                               | september 2015    | vinyl album                                     |
| EXCEL96433  | Bewilder                                           | Dear island                                                      | 28 augustus 2015  | vinyl album                                     |
| EXCEL96434  | Bewilder                                           | Dear island                                                      | 28 augustus 2015  | cd album                                        |
| EXCEL96435  | Beans & Fatback                                    | Heroine lovestruck                                               | 11 september 2015 | vinyl album                                     |
| EXCEL96436  | Beans & Fatback                                    | Heroine lovestruck                                               | 11 september 2015 | cd album                                        |
| EXCEL96437  | Danny Vera                                         | The new black and white, pt. II                                  | 11 september 2015 | 10" ep                                          |
| EXCEL96438  | Danny Vera                                         | The new black and white, pt. II                                  | 11 september 2015 | cd ep                                           |
| EXCEL96439  | Clean Pete                                         | Aan het licht                                                    | 23 oktober 2015   | vinyl album                                     |
| EXCEL96440  | Clean Pete                                         | Aan het licht                                                    | 23 oktober 2015   | cd album                                        |
| EXCEL96441  | Green Hornet                                       | Never enough                                                     | 16 oktober 2015   | cd album                                        |
| EXCEL96442  | Alex Roeka                                         | Voort!                                                           | 16 oktober 2015   | cd album                                        |
| EXCEL96443  | Lea Kliphuis                                       | The world owes me nothing                                        | 13 januari 2016   | vinyl album                                     |
| EXCEL96444  | Lea Kliphuis                                       | The world owes me nothing                                        | 13 januari 2016   | cd album                                        |
| EXCEL96445  | Arbeid Adelt!                                      | Slik                                                             | 30 oktober 2015   | vinyl album                                     |
| EXCEL96446  | Arbeid Adelt!                                      | Slik                                                             | 30 oktober 2015   | cd album                                        |
| EXCEL96447  | The Sore Losers                                    | Skydogs                                                          | 18 maart 2016     | vinyl album                                     |
| EXCEL96448  | The Sore Losers                                    | Skydogs                                                          | 18 maart 2016     | cd album                                        |
| EXCEL96449  | Blue Grass Boogiemen                               | Grassified                                                       | 15 april 2016     | vinyl album                                     |
| EXCEL96450  | Blue Grass Boogiemen                               | Grassified                                                       | 15 april 2016     | cd album                                        |
| EXCEL96451  | Michelle David                                     | The gospel sessions, vol. 2                                      | 25 maart 2016     | vinyl album                                     |
| EXCEL96452  | Michelle David                                     | The gospel sessions, vol. 2                                      | 25 maart 2016     | cd album                                        |
| EXCEL96453  | Bent Van Looy                                      | Pyjama days                                                      | 14 april 2016     | vinyl album                                     |
| EXCEL96454  | Bent Van Looy                                      | Pyjama days                                                      | 14 april 2016     | cd album                                        |
| EXCEL96455  | The Mysterons                                      | Mellow guru                                                      | 10 maart 2016     | vinyl single                                    |
| EXCEL96456  | Danny Vera                                         | The outsider                                                     | 1 september 2016  | vinyl album                                     |
| EXCEL96457  | Danny Vera                                         | The outsider                                                     | 1 september 2016  | cd album                                        |
| EXCEL96458  | Tangarine                                          | There and back                                                   | 22 september 2016 | vinyl album                                     |
| EXCEL96459  | Tangarine                                          | There and back                                                   | 22 september 2016 | cd album                                        |
| EXCEL96460  | Gerhardt                                           | What lovers do                                                   | 6 oktober 2016    | vinyl album                                     |
| EXCEL96461  | Gerhardt                                           | What lovers do                                                   | 6 oktober 2016    | cd album                                        |
| EXCEL96462  | Crying Boys Cafe                                   | The keys not the people                                          | 13 oktober 2016   | vinyl album                                     |
| EXCEL96463  | Crying Boys Cafe                                   | The keys not the people                                          | 13 oktober 2016   | cd album                                        |
| EXCEL96464  | Traumahelikopter                                   | Competition stripe                                               | 21 oktober 2016   | vinyl album                                     |
| EXCEL96465  | Traumahelikopter                                   | Competition stripe                                               | 21 oktober 2016   | cd album                                        |
| EXCEL96466  | King Champion Sounds                               | To awake in that Heaven of freedom                               | 9 september 2016  | zowel vinyl album als cd album                  |
| EXCEL96467  | Meindert Talma                                     | Jannes van der Wal                                               | 2 september 2016  | cd album                                        |
| EXCEL96468  | Alamo Race Track                                   | Swan lake                                                        | 12 augustus 2016  | cd album                                        |
| EXCEL96469  | Canshaker Pi                                       | Canshaker Pi                                                     | 10 november 2016  | cd album                                        |
| EXCEL96470  | Canshaker Pi                                       | Canshaker Pi                                                     | 10 november 2016  | vinyl album                                     |
| EXCEL96471  | The Jerry Hormone Ego Trip                         | Stout! Stout! Stout!                                             | 11 november 2016  | vinyl album                                     |
| EXCEL96472  | The Jerry Hormone Ego Trip                         | Stout! Stout! Stout!                                             | 11 november 2016  | cd album                                        |
| EXCEL96473  | Mich                                               | Mich                                                             | 27 januari 2017   | vinyl album                                     |
| EXCEL96474  | Mich                                               | Mich                                                             | 27 januari 2017   | cd album                                        |
| EXCEL96475  | Moss                                               | Demos                                                            | 17 november 2016  | cd album                                        |
| EXCEL96476  | Smetvis                                            | De vis die niet kon zwemmen                                      | 2 november 2016   | cd album met boek                               |
| EXCEL96477  | Moss                                               | Strike                                                           | 18 februari 2017  | vinyl album                                     |
| EXCEL96478  | Moss                                               | Strike                                                           | 18 februari 2017  | cd album                                        |
| EXCEL96479  | Nouveau Vélo                                       | Reflections                                                      | 17 maart 2017     | vinyl album                                     |
| EXCEL96480  | Nouveau Vélo                                       | Reflections                                                      | 17 maart 2017     | cd album                                        |
| EXCEL96481  | The Mysterons                                      | Meandering                                                       | 9 februari 2017   | vinyl album                                     |
| EXCEL96482  | The Mysterons                                      | Meandering                                                       | 9 februari 2017   | cd album                                        |
| EXCEL96483  | Diverse artiesten                                  | Jou overleef ik ook wel weer                                     | december 2016     | cd album                                        |
| EXCEL96484  | Moss / Amber Arcades                               | Western southeast / Which will                                   | 2017              | vinyl single                                    |
| EXCEL96485  | Hallo Venray                                       | Where is the funky party?                                        | 20 april 2017     | vinyl album                                     |
| EXCEL96486  | Hallo Venray                                       | Where is the funky party?                                        | 20 april 2017     | cd album                                        |
| EXCEL96487  | Spinvis                                            | Trein vuur dageraad                                              | 28 april 2017     | vinyl album                                     |
| EXCEL96488  | Spinvis                                            | Trein vuur dageraad                                              | 28 april 2017     | cd album (deluxe editie)                        |
| EXCEL96489  | Spinvis                                            | Trein vuur dageraad                                              | 28 april 2017     | cd album                                        |
| EXCEL96490  | The Lance Band                                     | Lance the rock opera                                             | 7 april 2017      | cd album                                        |
| EXCEL96491  | Spinvis                                            | Trein vuur dageraad                                              | 28 april 2017     | vinyl album (deluxe editie)                     |
| EXCEL96492  | Matteo Myderwyk                                    | To move                                                          | 26 mei 2017       | cd album                                        |
| EXCEL96493  | Diverse artiesten                                  | Voudou                                                           | 13 april 2017     | cd album                                        |
| EXCEL96494  | Bewilder                                           | Forza (it is)                                                    | 2017              | cd ep                                           |
| EXCEL96495  | Canshaker Pi                                       | Boomslang for Ed                                                 | 24 juni 2017      | cd album                                        |
| EXCEL96496  | Danny Vera                                         | The new black and white, pt. iii                                 | 6 oktober 2017    | 10" ep                                          |
| EXCEL96497  | Danny Vera                                         | The new black and white, pt. iii                                 | 6 oktober 2017    | cd ep                                           |
| EXCEL96498  | Togo All Stars                                     | Togo All Stars                                                   | 1 september 2017  | vinyl album                                     |
| EXCEL96499  | Togo All Stars                                     | Togo All Stars                                                   | 1 september 2017  | cd album                                        |
| EXCEL96500  | Mooon                                              | Mooon's brew                                                     | 6 oktober 2017    | vinyl album                                     |
| EXCEL96501  | Mooon                                              | Mooon's brew                                                     | 6 oktober 2017    | cd album                                        |
| EXCEL96502  | Douglas Firs                                       | Hinges of luck                                                   | 13 oktober 2017   | vinyl album                                     |
| EXCEL96503  | Douglas Firs                                       | Hinges of luck                                                   | 13 oktober 2017   | cd album                                        |
| EXCEL96504  | Happy Camper                                       | Gravity                                                          | 27 oktober 2017   | vinyl album                                     |
| EXCEL96505  | Happy Camper                                       | Gravity                                                          | 27 oktober 2017   | cd album                                        |
| EXCEL96506  | Jacco Gardner                                      | Somnium                                                          | 23 november 2018  | vinyl album                                     |
| EXCEL96507  | Jacco Gardner                                      | Somnium                                                          | 23 november 2018  | cd album                                        |
| EXCEL96508  | Tim Knol                                           | Cut the wire                                                     | 19 januari 2018   | vinyl album                                     |
| EXCEL96509  | Tim Knol                                           | Cut the wire                                                     | 19 januari 2018   | cd album                                        |
| EXCEL96510  | Afterpartees                                       | Life is easy                                                     | 16 februari 2018  | vinyl album                                     |
| EXCEL96511  | Afterpartees                                       | Life is easy                                                     | 16 februari 2018  | cd album                                        |
| EXCEL96512  | Awkward I                                          | KYD                                                              | 9 februari 2018   | vinyl album                                     |
| EXCEL96513  | Awkward I                                          | KYD                                                              | 9 februari 2018   | cd album                                        |
| EXCEL96514  | The Kik                                            | The Kik hertaalt!                                                | 1 december 2017   | vinyl album                                     |
| EXCEL96515  | The Kik                                            | The Kik hertaalt!                                                | 1 december 2017   | cd album                                        |
| EXCEL96516  | Alex Roeka                                         | En toen ineens                                                   | 20 oktober 2017   | cd album                                        |
| EXCEL96517  | Meindert Talma                                     | Je denkt dat het komt                                            | 1 december 2017   | cd album met boek                               |
| EXCEL96518  | Diverse artiesten                                  | Piet Paaltjens recordings                                        | 27 oktober 2017   | cd album                                        |
| EXCEL96519  | Nora Fischer                                       | The secret diary of Nora Plain                                   | 10 november 2017  | cd album                                        |
| EXCEL96520  | Clean Pete                                         | Afblijven                                                        | 2 februari 2018   | vinyl album                                     |
| EXCEL96521  | Clean Pete                                         | Afblijven                                                        | 2 februari 2018   | cd album                                        |
| EXCEL96522  | The Grey Pants                                     | It was from my nephew but now it's mine                          | 27 maart 2018     | cd album                                        |
| EXCEL96523  | Yorick van Norden                                  | The jester                                                       | 14 september 2018 | vinyl album                                     |
| EXCEL96524  | Yorick van Norden                                  | The jester                                                       | 14 september 2018 | cd album                                        |
| EXCEL96525  | Johan                                              | Pull up                                                          | 13 april 2018     | vinyl album                                     |
| EXCEL96526  | Johan                                              | Pull up                                                          | 13 april 2018     | cd album                                        |
| EXCEL96527  | Michelle David                                     | The gospel sessions vol. 3                                       | 27 april 2018     | vinyl album                                     |
| EXCEL96528  | Michelle David                                     | The gospel sessions vol. 3                                       | 27 april 2018     | cd album                                        |
| EXCEL96529  | Poltrock                                           | Mutes                                                            | 29 maart 2018     | vinyl album                                     |
| EXCEL96530  | Poltrock                                           | Mutes                                                            | 29 maart 2018     | cd album                                        |
| EXCEL96531  | Matteo Myderwyk                                    | Verses                                                           | 20 april 2018     | cd album                                        |
| EXCEL96532  | Canshaker Pi                                       | Naughty naughty violence                                         | 4 mei 2018        | cd album                                        |
| EXCEL96533  | Anne Soldaat & Yorick van Norden                   | Unsung heroes                                                    | 17 mei 2018       | cd album                                        |
| EXCEL96534  | Scram C Baby                                       | Give us a kiss                                                   | 28 september 2018 | vinyl album                                     |
| EXCEL96535  | Scram C Baby                                       | Give us a kiss                                                   | 28 september 2018 | cd album                                        |
| EXCEL96536  | Awkward I                                          | I really should whisper / Everything on wheels                   | 15 juni 2018      | cd dubbelalbum                                  |
| EXCEL96537  | Diverse artiesten                                  | Louis Couperus in transit                                        | 11 mei 2018       | cd album                                        |
| EXCEL96538  | Sofie Winterson                                    | Sophia Electric                                                  | 2 november 2018   | vinyl album                                     |
| EXCEL96539  | Sofie Winterson                                    | Sophia Electric                                                  | 2 november 2018   | cd album                                        |
| EXCEL96540  | Tangarine                                          | Because of you                                                   | 31 augustus 2018  | vinyl album                                     |
| EXCEL96541  | Tangarine                                          | Because of you                                                   | 31 augustus 2018  | cd album                                        |
| EXCEL96543  | King Champion Sounds                               | For a lark                                                       | 9 november 2018   | zowel vinyl album als cd album                  |
| EXCEL96544  | Johan                                              | Johan                                                            | 9 november 2018   | vinyl album                                     |
| EXCEL96545  | Meindert Talma                                     | Balsturig                                                        | 18 januari 2019   | vinyl album                                     |
| EXCEL96546  | Meindert Talma                                     | Balsturig                                                        | 18 januari 2019   | cd album                                        |
| EXCEL96547  | Matteo Myderwyk                                    | Ataraxia                                                         | 1 november 2019   | cd album                                        |
| EXCEL96548  | Paulusma                                           | Somehow Anyhow                                                   | 22 maart 2019     | vinyl album                                     |
| EXCEL96549  | Danny Vera                                         | Pressure Make Diamonds 1 - The Year Of The Snake                 | 9 november 2018   | ep                                              |
| EXCEL96550  | Spinvis                                            | Spinvis                                                          | 12 oktober 2018   | Cassette                                        |

## Afwijkende labelnummers
Een aantal gelegenheidsuitgaven van vinylsingles hebben een afwijkend labelnummer meegekregen.
| Labelnummer | Artiest                  | Titel                                         | Releasedatum  | Type drager                                       |
| ----------- | ------------------------ | --------------------------------------------- | ------------- | ------------------------------------------------- |
| EXCEL04001  | LPG en Spinvis           | Sparrow / Goochelaars & geesten               | december 2004 | vinyl single, genummerde oplage van 500 stuks     |
| EXCEL06139  | Moss en Hospital Bombers | What you want / Taditional Maori fightsong #9 | 2012          | vinyl single, promotie-uitgave                    |
| EXCEL06150  | Spinvis                  | B-kantje                                      | 21 april 2012 | vinyl single ter gelegenheid van Record Store Day |

## Uitgaven zonder labelnummer
Enkele uitgaven van Excelsior Recordings hebben geen labelnummer meegekregen, omdat ze, bijvoorbeeld, zijn uitgegeven in boekvorm in samenwerking met een uitgeverij.
| Labelnummer | Artiest                                           | Titel                                                             | Releasedatum     | Type drager                                                         |
| ----------- | ------------------------------------------------- | ----------------------------------------------------------------- | ---------------- | ------------------------------------------------------------------- |
| geen        | Spinvis, Bente Hamel en Ingmar Heytze             | Het hoofd van Ferdinand Cheval                                    | 2004             | cd album met hoorspel en dvd in samenwerking met Nijgh & Van Ditmar |
| geen        | Anne Soldaat, Petter Folkestra en Brian Protheroe | The cat-a-day tales                                               | 10 november 2005 | boek met cd album i.s.m. Uitgeverij Rubinstein                      |
| geen        | GEM en Spider Rico                                | The subterranean parade, All I want / She's my girl & I'm so cold | 5 december 2005  | vinyl single, voorloper van de Dutch Indie Singles Club uitgaven    |

## Dutch Indie Single Club
Tussen 2006 en 2009 werkte Excelsior Recordings samen met platenlabels Zabel Muziek, RaRa Records en Living Room Records in de Dutch Indie Single Club. Het doel van de club was om ieder kwartaal een vinylsingle uit te brengen met twee artiesten van de labels. De release van deze single zou tevens de start zijn van een korte gezamenlijke tournee van de twee artiesten. Hierin kwam echter snel de klad. In 2009 verscheen de laatste single op dit label. Deze singles kregen als labelnummer DISC (Dutch Indie Single Club) mee.
| Labelnummer | Artiest                                             | Titel                                                     | Releasedatum      | Type drager  |
| ----------- | --------------------------------------------------- | --------------------------------------------------------- | ----------------- | ------------ |
| DISC1       | Blues Brother Castro en Alamo Race Track            | Where is your army / Don't beat this dog                  | juni 2006         | vinyl single |
| DISC2       | Audio Transparant en We vs. Death                   | Hands & fields / 'Varde' a collection of stones           | 28 september 2006 | vinyl single |
| DISC3       | The Bullfight en LPG                                | Another man / Billy                                       | 12 maart 2007     | vinyl single |
| DISC4       | Mono & El Pino and the Volunteers                   | Dreamer / No one knows a thing these days                 | augustus 2007     | vinyl single |
| DISC5       | Spinvis en Eric Vloeimans                           | Holleeder, de binnenwereld / Laurine                      | 12 april 2008     | vinyl single |
| DISC6       | Vicky Francken en Tjitske Jansen met Machinefabriek | Ik lijk in zekere zin te vergeten / Als jij van lucht was | februari 2009     | vinyl single |

## Re.label
Sinds 2012 geeft Excelsior Recordings ook heruitgaven uit van klassieke Nederpopalbums, die uit de roulatie zijn geraakt. Om een structurele wijze vorm te geven, richtten zijn een sublabel op onder de naam Re.. De platen worden qua vormgeving zoveel mogelijk uitgegeven als het origineel, maar worden wel uitgebreid met bijpassend extra materiaal van de artiesten. De cd-uitgaven krijgen het labelnummer RECD mee en de vinyl-uitgaven het labelnummer RELP.
| Labelnummer | Artiest      | Titel                                   | Releasedatum     | Type drager                                                                                        |
| ----------- | ------------ | --------------------------------------- | ---------------- | -------------------------------------------------------------------------------------------------- |
| RECD001     | Hallo Venray | The more I laugh, the hornier due gets! | 29 november 2012 | cd album, oorspronkelijk uit 1991                                                                  |
| RELP001     | Hallo Venray | The more I laugh, the hornier due gets! | 29 november 2012 | vinyl dubbelalbum, oorspronkelijk uit 1991                                                         |
| RECD002     | Serenes      | Barefoot and pregnant                   | 25 juli 2013     | cd album, oorspronkelijk uit 1990                                                                  |
| RELP002     | Serenes      | Barefoot and pregnant                   | 25 juli 2013     | vinyl dubbelalbum, oorspronkelijk uit 1990                                                         |
| RECD003     | Daryll-Ann   | Daryll-Ann again                        | 25 juli 2013     | box met 10 cd's, heruitgave van alle album plus bonusmateriaal                                     |
| RELP003     | Daryll-Ann   | Daryll-Ann again                        | 28 november 2013 | box met 12 lp's, heruitgave van alle albums plus bonusmateriaal, gelimiteerde oplage van 300 stuks |

## Excelsior Supportersclub
Sinds 2011 heeft Excelsior Recordings een supportersclub. Leden van deze club krijgen, naast een clubpas waarmee zij korting kunnen krijgen bij diverse platenwinkels, iedere maand een cadeau aangeboden. Hieronder volgt een overzicht van de zendingen.
| Zending     | Datum             | Inhoud |
| ----------- | ----------------- | --- |
| EXCELSUP001 | 1 maart 2011      | album Unicorn loves deer (EXCEL96257) van Alamo Race Track                                                                |
| EXCELSUP002 | 1 april 2011      | portemonnee, ledenpas, kaart van Blues Brother Castro                                                                     |
| EXCELSUP003 | 1 mei 2011        | album I Am Oak van I Am Oak                                                                                               |
| EXCELSUP004 | 1 juni 2011       | album De zee roept van Meindert Talma (EXCEL96268), boekenlegger van LPG                                                  |
| EXCELSUP005 | 1 juli 2011       | album Beans & Fatback live (EXCEL96253) van Beans & Fatback, kaarten voor theatertour Beans & Fatback, Brik sleutelhanger |
| EXCELSUP006 | 1 augustus 2011   | album Into outside (EXCEL96275) van High the moon                                                                         |
| EXCELSUP007 | 1 september 2011  | album Hunters go hungry (EXCEL96272) van GEM                                                                              |
| EXCELSUP008 | 1 oktober 2011    | genummerde zeefdruk van Triggerfinger                                                                                     |
| EXCELSUP009 | 1 november 2011   | album Tot ziens, Justine Keller (EXCEL96279) van Spinvis, kaartjes clubtour Tim Knol of Alamo Race Track                  |
| EXCELSUP010 | 1 december 2011   | vinylsingle A Christmas song for you (EXCEL96283) van The Kik                                                             |
| EXCELSUP011 | 1 januari 2012    | album Ornaments (EXCEL96284) van Moss                                                                                     |
| EXCELSUP012 | 1 februari 2012   | verzamelalbum Nothing sucks like Electroux (EXCEL96300), kaartjes De Ludduvuddu festival                                  |
| EXCELSUP013 | 9 maart 2012      | album The village (EXCEL96291) van LPG, inclusief Speech pakket                                                           |
| EXCELSUP014 | 1 april 2012      | verzamelalbum Radio Relyveld presents: Music for divas, heroes and piano-lions (EXCEL96294)                               |
| EXCELSUP015 | 1 mei 2012        | album Faders Up 2 (Live in Amsterdam + The Road Sessions) (EXCEL96304) van Triggerfinger                                  |
| EXCELSUP016 | 1 juni 2012       | album Eenmaal Oranje (EXCEL96307) van Meindert Talma & de Rode Kaarten                                                    |
| EXCELSUP017 | 1 juli 2012       | verzamelalbum ANNO 2012 (EXCEL96312)                                                                                      |
| EXCELSUP018 | 1 augustus 2012   | album Anne Soldaat (EXCEL96310) van Anne Soldaat                                                                          |
| EXCELSUP019 | 1 september 2012  | album Pretenders (EXCEL96313) van Tommigun                                                                                |
| EXCELSUP020 | 1 oktober 2012    | album Royal Parks (EXCEL96314) van Royal Parks                                                                            |
| EXCELSUP021 | 1 november 2012   | boek met cd van The cat-a-day tales                                                                                       |
| EXCELSUP022 | 1 december 2012   | magazine Twaalf keer twaalf                                                                                               |
| EXCELSUP023 | 1 januari 2013    | album Cabinet of curiosities (EXCEL96323) van Jacco Gardner                                                               |
| EXCELSUP024 | 2 februari 2013   | verzamelalbum De supersonische boem! (EXCEL96331)                                                                         |
| EXCELSUP025 | 20 maart 2013     | album Seek & sigh (EXCEL96340) van Tangarine                                                                              |
| EXCELSUP026 | 20 april 2013     | dvd van Sound it out, documentaire over de laatste platenwinkel in Teesside                                               |
| EXCELSUP027 | 20 mei 2013       | album Another 15 dance floor crashers by Boss Capone (EXCEL96342) van Boss Capone                                         |
| EXCELSUP028 | 1 juli 2013       | album Rapids EP van Bed Rugs                                                                                              |
| EXCELSUP029 | 1 juli 2013       | potloden, sleutelkoord, ansichtkaart                                                                                      |
| EXCELSUP030 | 1 augustus 2013   | album Music for mammals (EXCEL96344) van Earth Mk. II                                                                     |
| EXCELSUP031 | 13 september 2013 | album Round the bend (EXCEL96347) van Bent Van Looy                                                                       |
| EXCELSUP032 | 18 oktober 2013   | boek en album Kelderkoorts (EXCEL96348) van Meindert Talma en album Soundtrack of Mute van Happy Camper                   |
| EXCELSUP033 | 15 november 2013  | album Soldier on (EXCEL96357) van Tim Knol                                                                                |
| EXCELSUP034 | 11 december 2013  | album Al zeg ik het zelf (EXCEL96363) van Clean Pete                                                                      |
| EXCELSUP035 | 18 februari 2014  | album Terug van Tim Knol en Het platenblad                                                                                |
| EXCELSUP036 | 18 februari 2014  | album Roslyn (EXCEL96359) van The Sore Losers                                                                             |
| EXCELSUP037 | 18 maart 2014     | album The Show (EXCEL96371) van Hallo Venray en ansichtkaart                                                              |
| EXCELSUP038 | 3 april 2014      | album 2 (EXCEL96373) van The Kik                                                                                          |
| EXCELSUP039 | 25 april 2014     | badhanddoek |
| EXCELSUP040 | 2 juni 2014       | album Picking up the parts (EXCEL96381) van The Kevin Costners                                                            |
| EXCELSUP041 | 17 juli 2014      | album Move on (EXCEL96387) van Tangarine en verzamelalbum Beginners, losers & winners (EXCEL96388)                        |
| EXCELSUP042 | 28 augustus 2014  | album September sunburn (EXCEL96384) van Band of Beginners                                                                |
| EXCELSUP043 | 25 september 2014 | album Weeral halfacht (EXCEL96390) van Fixkes                                                                             |
| EXCELSUP044 | 1 november 2014   | album With Henk Jonkers (EXCEL96379) van Chasing Rainbows                                                                 |
| EXCELSUP045 | 15 november 2014  | album Pulling weeds (EXCEL96395) van Jelle Paulusma                                                                       |
| EXCELSUP046 | 15 december 2014  | boek Pyamadagen van Marc van der Holst en tijdschrift OOR                                                                 |
| EXCELSUP047 | 28 januari 2015   | album Glitter lizard (EXCEL96400) van Afterpartees                                                                        |
| EXCELSUP048 | 7 februari 2015   | album Trouble (EXCEL96393) van Smutfish met boek Melville II                                                              |
| EXCELSUP049 | 15 maart 2015     | album Hawks (EXCEL96410) van Alamo Race Track                                                                             |
| EXCELSUP050 | 3 april 2015      | album The Miseries (EXCEL96417) van The Miseries                                                                          |
| EXCELSUP051 | 2 mei 2015        | album Hypnophobia (EXCEL96431) van Jacco Gardner                                                                          |
| EXCELSUP052 | 27 juni 2015      | album Dazzling highs to crushing lows (EXCEL96425) van Electric Tears                                                     |
| EXCELSUP053 | 27 augustus 2015  | album Dear island (EXCEL96434) van Bewilder en een set zeefdrukken in de stijl van Hendrik Nicolaas Werkman               |
| EXCELSUP054 | 11 september 2015 | album Heroin lovestruck (EXCEL96436) van Beans & Fatback                                                                  |
| EXCELSUP055 | 3 oktober 2015    | album Happy hunting ground (EXCEL96427) van Yorick van Norden                                                             |
| EXCELSUP056 | 22 november 2015  | album Anima rising van The Everlasting Yeah                                                                               |
| EXCELSUP057 | 22 december 2015  | verjaardagskalender |
| EXCELSUP058 | 22 januari 2016   | album El Pino and the Volunteers (EXCEL96422) van El Pino and the Volunteers en EP Alice in Wonderland van awkward i      |
| EXCELSUP059 | 26 februari 2016  | stripboek In the pines met cd van Erik Kriek en Blue Grass Boogiemen                                                      |
| EXCELSUP060 | 16 maart 2016     | album Skydogs (EXCEL96448) van The Sore Losers                                                                            |
| EXCELSUP061 | 12 april 2016     | album Grassified (EXCEL96450) van Blue Grass Boogiemen en album Pyjama days (EXCEL96454) van Bent Van Looy                |
| EXCELSUP062 | 14 mei 2016       | geen cadeau, wel uitnodiging voor 20-jarig bestaansfeest                                                                  |
| EXCELSUP063 | 15 juli 2016      | literair tijdschrift Das Magazin; De blik en een foto uit de collectie van Tim Knol                                       |